# Интернешънъл Асет Банк
„Интернешънъл Асет Банк АД“ е българска универсална търговска банка със седалище в София. Има пълен лиценз Б-20, издаден от Българска народна банка за извършване на банкова дейност на територията на България и чужбина. Kлоновата мрежа наброява 96 финансови центрове, разположени в цялата страна.
Към месец декември 2019 г. собственият капитал (сума на баланса) на Интернешънъл Асет Банк е над 126 милиона лева. Дългосрочният рейтинг на Банката е „B+“ с положителна перспектива. 

## История
Банката е създадена на 13 декември 1989 г. като държавно акционерно дружество под името Търговска банка „Кремиковци“. През годините претърпява ред транформации в името си, а също и в капитала и собствеността. През 1991 г. банката се преименува на Фърст Ийст Интернешънъл банк, същата година се преименува на Първа източна международна банка (ПИМБ) и с това име остава до 2004 г. След това за няколко месеца се нарича Унибанк, а от 2005 година е Интернешънъл Асет банк. 

## Продукти и услуги
Асет Банк извършва разнообразни финансови услуги на различни видове клиенти – корпоративно и инвестиционно банкиране, обслужване на разпоредители с бюджетни средства, малки и средни предприятия, а също и продукти за индивидуални клиенти: индивидуално банкиране, дебитни и кредитни карти, потребителски кредити, жилищни кредити, ипотечни кредити и др. 

### Лицензи и членства
Интернешънъл Асет Банк АД е:
- Лицензиран инвестиционен посредник за операции с ценни книжа и участник на пазара с ДЦК;
- Лицензиран оператор на електронни дебитни и кредитни карти;
- Касов изпълнител на бюджети по договор с МФ за обслужване на бюджетни разпоредители;
- Подагент на Western Union за извършване на бързи парични преводи.

Банката е член на:
- Асоциация на банките в България;
- Българска фондова борса АД;
- Централен депозитар АД;
- БОРИКА-Банксервиз АД;
- БИСЕРА;
- RINGS;
- MasterCard Worldwide Inc.;
- S.W.I.F.T.;

## Управление
- Надзорен съвет: Председател, Заместник-председател и 3 члена;
- Управителен съвет: Председател и Главен изпълнителен директор, Заместник-председател и Изпълнителен директор, 1 член.

## Награди и отличия
През годините банката е награждавана с редица награди и отличия. През 2019 г. Интернешънъл Асет Банк АД е наградена за устойчиво развити и едобро управление на риска с приз „Банкер на годината“ 2019 от вестник „Банкеръ“.

## Корпоративна социална отговорност
Интернешънъл Асет Банк АД е застъпила корпоративната социална отговорност в дейността си. През годините подкрепя много проекти и инициативи в сферата на културата, здравеопазването, образованието, социалното подпомагане, спорта и др. Банката има изградени ползотворни партньорства, като част от тях поддържа дълготрайно – сътрудничество с Национален фонд „Свети Никола“, Фондация „Устойчиво развитие на България“, Форум „България – Русия“, Финансово-счетоводния факултет на Университета за национално и световно стопанство и множество общини и бюджетни организации. Служителите на банката многократно участват в благотворителни акции по набиране на дарения в помощ на деца и възрастни хора в неравностойно положение и при други благородни каузи. 